# Pavelló Florida-Baver
El Pavelló Florida-Baver és un pavelló poliesportiu situat al carrer Pianista Gonzalo Soriano de la ciutat d'Alacant (País Valencià). Té un aforament per 511 espectadors i la seua pista coberta té unes dimensions de 45 × 27 m.
L'edifici va ser construït entre els anys 1985 i 1989 segons el projecte dels arquitectes Jaime Giner Álvarez i Manuel Beltrá Martínez. Consta de tres prismes de planta regular: un vestíbul en forma de cercle, sales de gimnàstica amb forma de quadrat girat i un rectangle que acull les pistes i vestuaris sota les graderies.